# Občina Metlika
Občina Metlika (slovinsky Občina Metlika německy Gemeinde Möttling) je jedna ze slovinských občin. Správním centrem je Metlika.

## Sídla
- Bereča vas
- Boginja vas
- Bojanja vas
- Boldraž
- Boršt
- Božakovo
- Božič Vrh
- Brezovica pri Metliki
- Bušinja vas
- Čurile
- Dole
- Dolnja Lokvica
- Dolnje Dobravice
- Dolnji Suhor pri Metliki
- Drage
- Dragomlja vas
- Drašiči
- Geršiči
- Gornja Lokvica
- Gornje Dobravice
- Gornji Suhor pri Metliki
- Grabrovec
- Gradac
- Grm pri Podzemju
- Hrast pri Jugorju
- Jugorje pri Metliki
- Kamenica
- Kapljišče
- Klošter
- Krasinec
- Krašnji Vrh
- Krivoglavice
- Križevska vas
- Krmačina
- Mačkovec pri Suhorju
- Malo Lešče
- Metlika
- Mlake
- Okljuka
- Otok
- Podzemelj
- Prilozje
- Primostek
- Radoši
- Radovica
- Radoviči
- Rakovec
- Ravnace
- Rosalnice
- Sela pri Jugorju
- Slamna vas
- Svržaki
- Škemljevec
- Škrilje
- Trnovec
- Vidošiči
- Zemelj
- Želebej
- Železniki